# غير المؤمنين (فلم)
غير المؤمنين (بالإنجليزية: The Unbelievers) فيلم وثائقي لعام 2013 يتناول آراء ريتشارد دوكنز ولورانس كراوس في لقاءات حول العالم من أهمية العقل والعلم في العالم المعاصر، وتشجيع الآخرين من أجل هجر الدين.
ويعرض الفيلم لاقتباسات من شخصيات شهيرة مثل ستيفن هوكينغ وأيان هيرسي علي وسام هاريس وكاميرون دياز وودي ألن وبن جيليت وإيان ماك إيوان وديفيد سلفرمان وغيرهم.
والفيلم من إخراج غاس هولويردا ومدته 77 دقيقة.

## روابط خارجية
- مقالات تستعمل روابط فنية بلا صلة مع ويكي بيانات